# انجین آلیانس
انجین الاینس (به انگلیسی: Engine Alliance) یک شرکت مشارکت انتفاعی (انگلیسی: Joint venture) بین شرکت جی‌ای اوییشن بخش هوانوردی شرکت جنرال الکتریک و شرکت پرت اند ویتنی زیرمجموعه‌ای از شرکت یونایتد تکنولوژی هر دو از کشور آمریکا می‌باشد. این شرکت جدید برای ساخت و پشتیبانی از موتور توربوفن با ضریب بای پس بالا و هواپیماهایی که برد پروازی بالایی دارند تشکیل شد.

## محصولات
- انجین آلیانس جی‌پی۷۰۰۰